# بحيرة تشكوكو
كانت بحيرة تِشْكُوكُو (بالإسبانية: Lago de Texcoco) بحيرة طبيعية في أناهواك أو وادي المكسيك. تشتهر بحيرة تشكوكو بجزيرة تقع على الجانب الغربي من البحيرة حيث بنى شعب ميشيكا [الإنجليزية] (Mexica) مدينة ميشيكو تينوتشتيتلان (Mēxihco Tenōchtitlan)، والتي أصبحت فيما بعد عاصمة إمبراطورية الأزتيك. بعد الغزو الإسباني، أدت الجهود المبذولة للسيطرة على الفيضانات إلى تجفيف معظم البحيرة.
حوض البحيرة بأكمله تحتلها بالكامل تقريبًا مدينة مدينة مكسيكو، عاصمة دولة المكسيك الحالية. وقد أدى تصريف البحيرة إلى عواقب بيئية وإنسانية خطيرة: فقد تغير المناخ المحلي وتوافر المياه بشكل كبير، مما ساهم في ندرة المياه في المنطقة؛ ويؤدي استخراج المياه الجوفية لاحقاً إلى انخساف جزء كبير من المدينة؛ وأصبحت أنواع الكائنات الحية المحلية المستوطنة في منطقة البحيرة معرضة بشدة للانقراض أو منقرضة بسبب تغير النظام البيئي، مثل عفريت الماء.
بعد إلغاء مشروع مطار تشكوكو بمدينة مكسيكو [الإنجليزية]، بدأت الحكومة مشروع ترميم كبير لجزء كبير من البحيرة في شكل المتنزه البيئي لبحيرة تشكوكو [الإنجليزية]، وهو مشروع ترميم بيئي يغطي نحو 14000 هكتار، منها 4800 هكتار ستكون مساحات عامة.

## روابط خارجية
- Agua y Subordinación en la Cuenca del Río Lerma ((بالإسبانية))